# Corne d'abondance
Pour les articles homonymes, voir Corne et Abondance.
La corne d'abondance (cornucopia, en latin) est un objet symbolique, allégorique et métaphorique de la mythologie gréco-romaine, corne à boire débordante de fruits, de légumes et d'argent, représentée par une corne de ruminant ou une coquille de triton, célèbre source symbolique universelle inépuisable d'abondance, de fécondité, de fertilité, de générosité, de prospérité, de richesse et de joie, attribut de nombreux dieux de la richesse et de l'abondance, tels que Tyché, Cérès, Abondance, Fortuna, ou Ploutos.

## Origine mythologique

Le jeune Zeus nourri par la corne d'abondance de la déesse-nourrice Amalthée, IIe siècle après J.-C., musée du Vatican de Rome.

Selon la tradition la plus répandue, la corne d'abondance (la « corne d'Amalthie ») fut arrachée à la chèvre d'Amalthée, déesse-nourrice qui nourrit de nectar et d'ambroisie le dieu des dieux Zeus (ou Jupiter) de la mythologie gréco-romaine, dans son enfance.
Selon une autre version, Héraclès arracha cette corne au dieu Achélôos (alors qu'il était transformé en taureau) lors de sa victoire sur ce dieu fleuve,.
On retrouve également la corne d'abondance dans les représentations du dieu gaulois Cernunnos (appelé aussi le « dieu cornu ») des mythologie celtique et religion gauloise.

## Interprétations

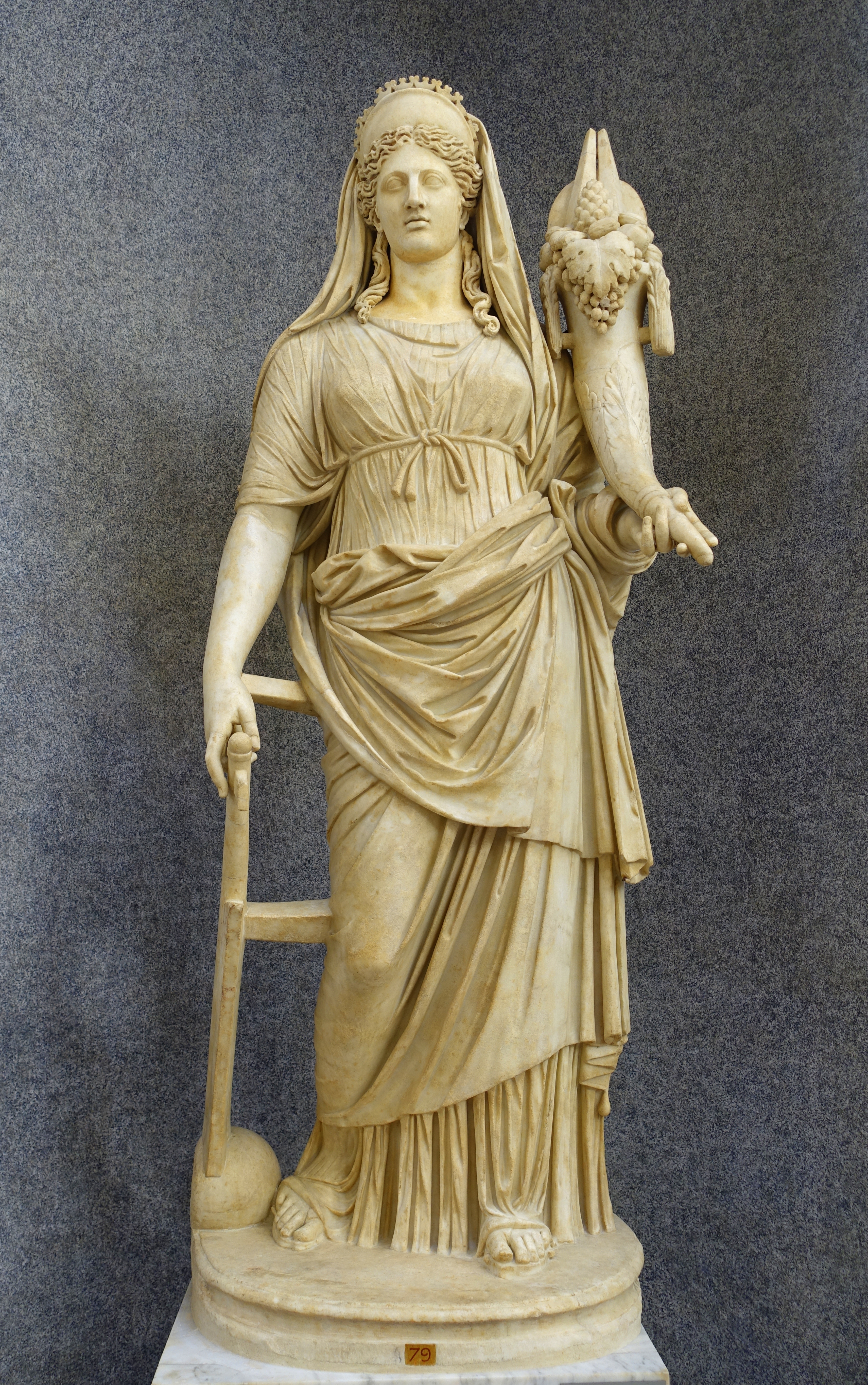
La déesse Fortuna, au musées du Vatican de Rome.

Attribut des personnifications de nombreuses divinités antiques dont Flore, Tellus, Épona, Fortuna, Gaïa, ou encore Cérès, métaphoriquement, ou allégoriquement, la corne d'abondance est synonyme de source inépuisable de bienfaits. Elle est également devenue l'attribut de la libéralité, de la félicité publique mais aussi de la prudence, qui sont aux sources de l'abondance.

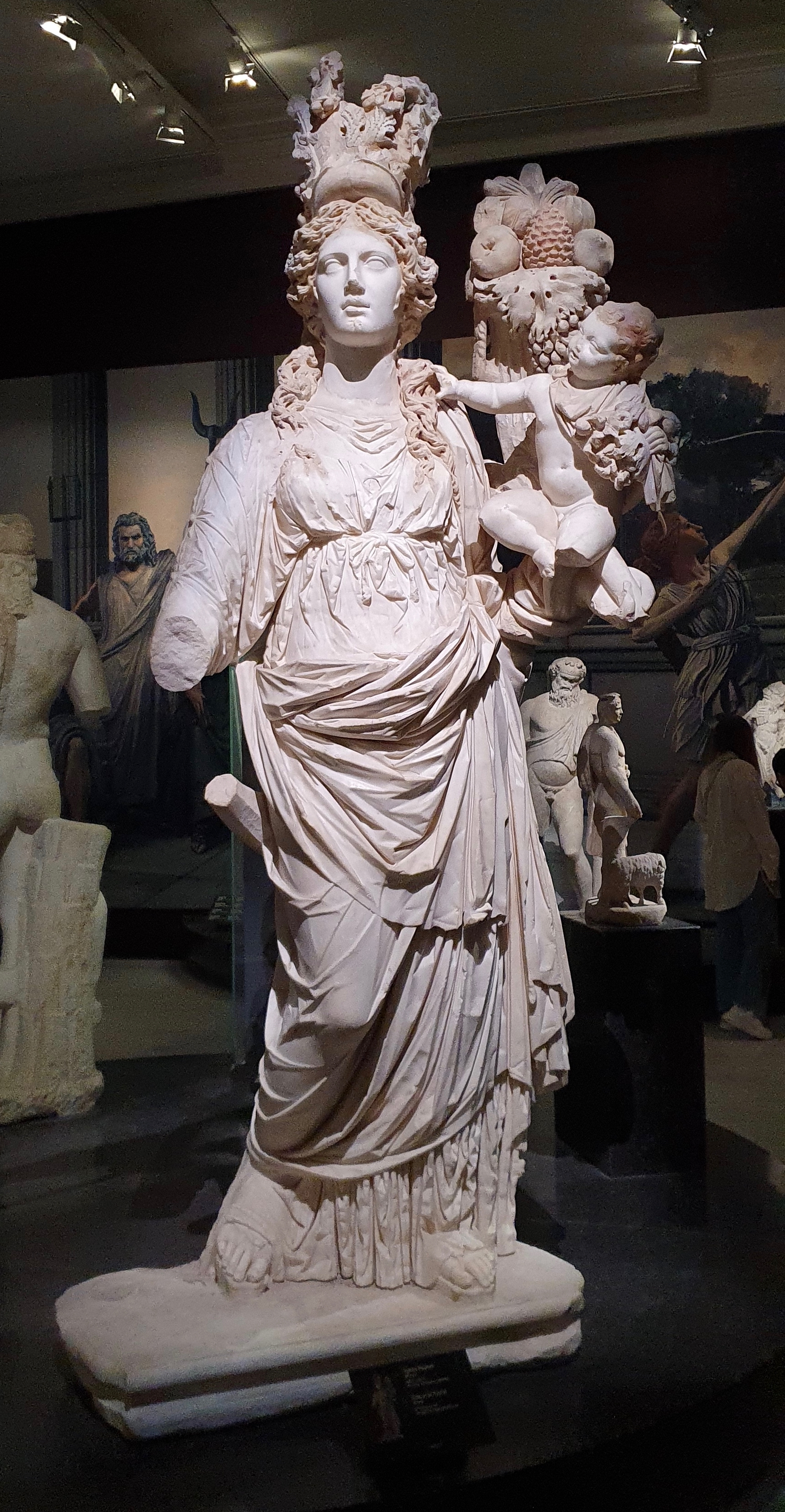
Déméter (ou Tyché, déesse de la fortune de la prospérité) et son fils Ploutos (dieu de la richesse et de l'abondance).

Sa forme de sacrum a donné lieu à des exégèses philosophiques et alchimiques. Le médecin-alchimiste allemand Michael Maier, par exemple, écrit : « Quant à la corne d'abondance d'Amalthée, […] nous tenons pour sûr qu'elle se comprend comme la médecine philosophique d'or, remplie de tout genre de productions, et qu'elle n'est rien dans le monde en dehors de cela, si ce n'est très improprement. »

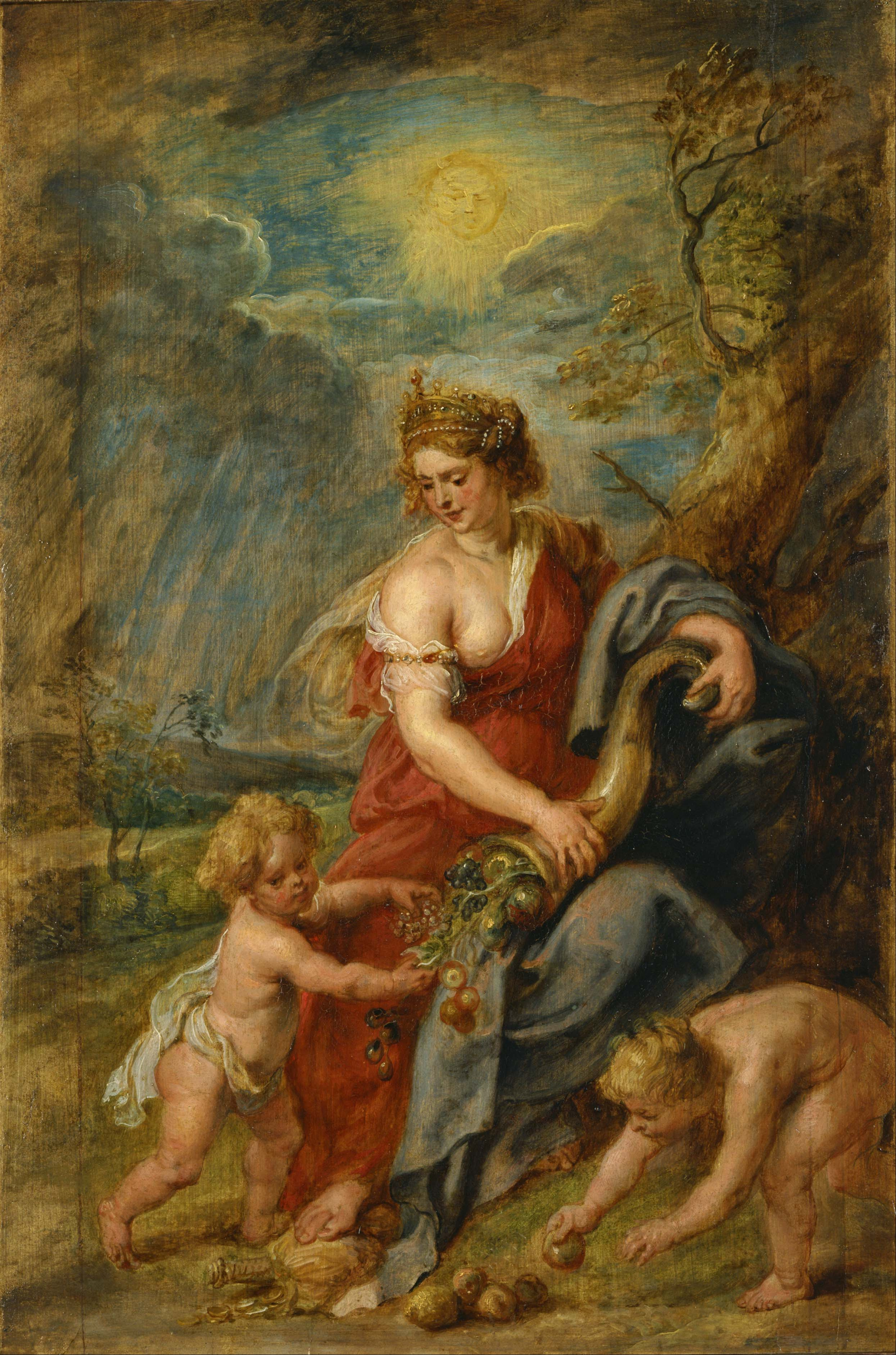
La déesse romaine Abondance, par Rubens (1630).

## Cornucopianisme
Le mythe de la corne d'abondance est à l'origine du « cornucopianisme » une théorie économique, environnementale et philosophique optimiste et utopique sur la croyance (ou l'espérance) en des ressources planétaires illimitées et en des innovations futures continues du génie humain qui permettront toujours de résoudre les problèmes rencontrés par l'humanité, tels que l'épuisement des ressources (minérales, animales ou végétales), la croissance démographique, la croissance économique, ou encore les impacts écologique et climatique du développement humain.

## Art
Ce motif est récurrent depuis l'antiquité, dans les œuvres d’art, la sculpture, la peinture, les héraldiques, et les décorations... 
En peinture allégorique, la corne d'abondance fait en général d'une figure féminine une allégorie de la prospérité (quoique la corne de bouc puisse orienter l'interprétation dans d'autres directions, comme ce fut le cas de l’Allégorie de la Fortune de Salvator Rosa).
La corne d'abondance peut être représentée entre autres sur des pendants d'oreille étrusques, sur des candélabres de style Louis XVI, dans des décors de la faïence de Rouen…

Quelques exemples de représentation artistique
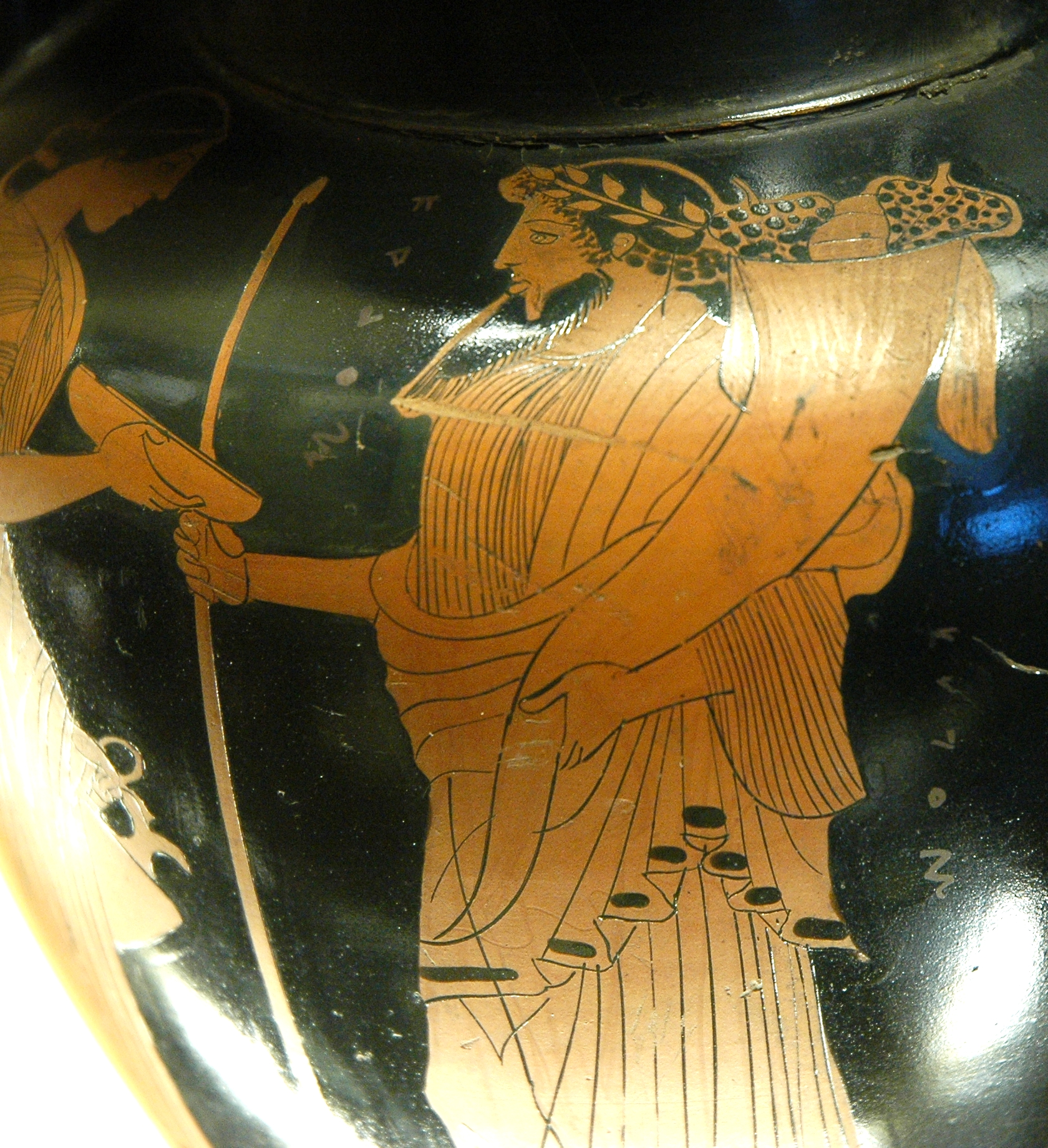
Hadès tenant une corne d'abondance, vers 470 av. J.-C.
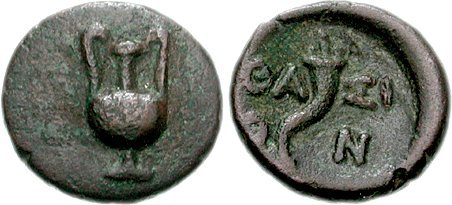
Obole de Thasos, IIIe siècle av. J.-C.
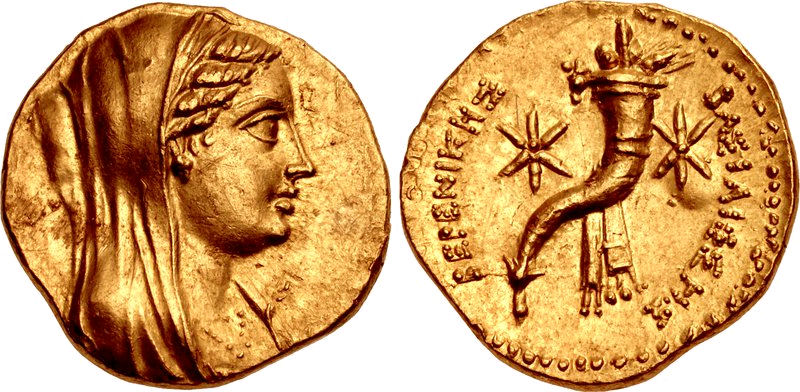
Drachme de Bérénice II, vers 244-221 av. J.-C.
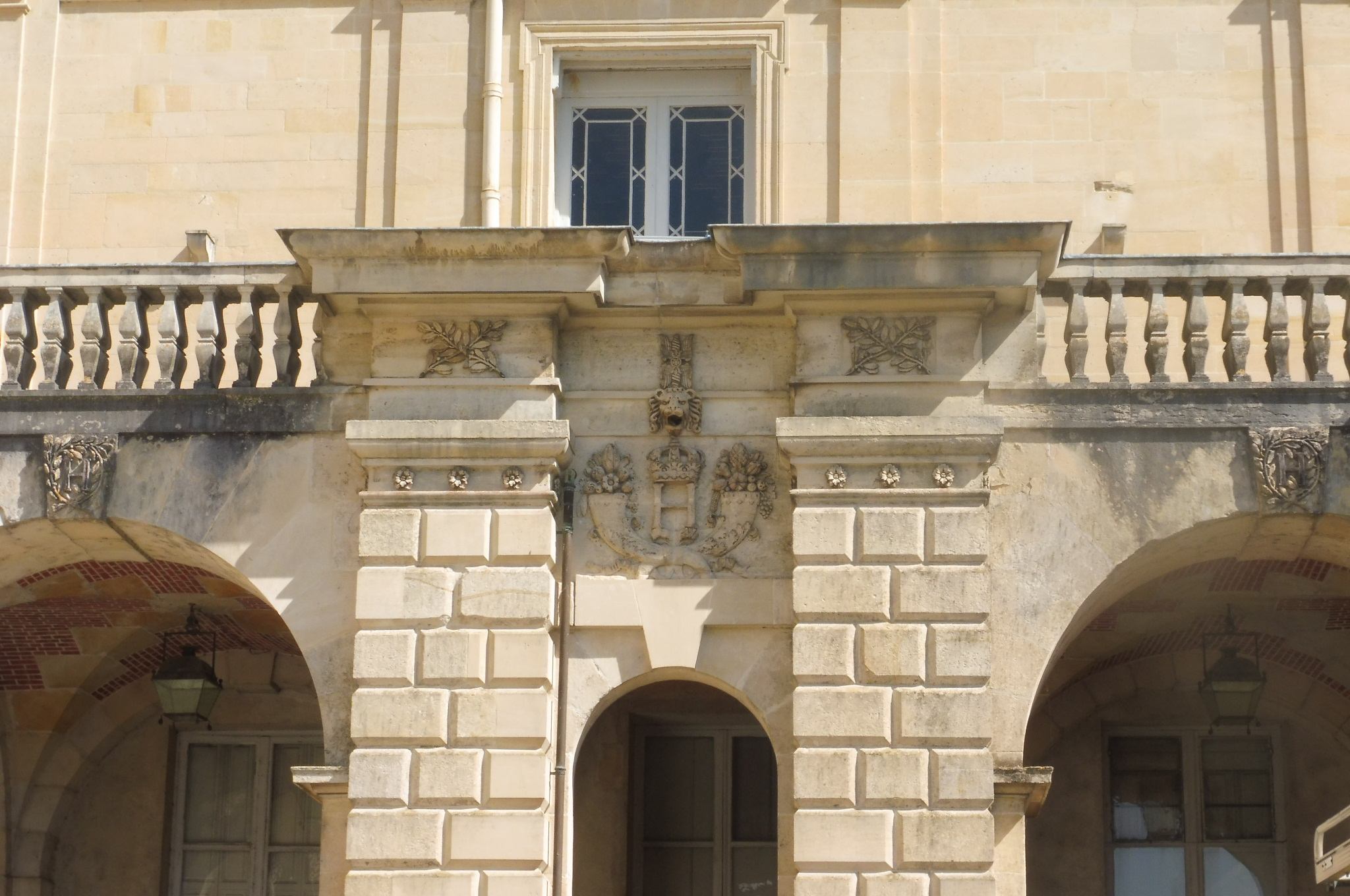
Monogramme royal du roi de France Henri IV, entouré de deux cornes d'abondance, au château de Fontainebleau.
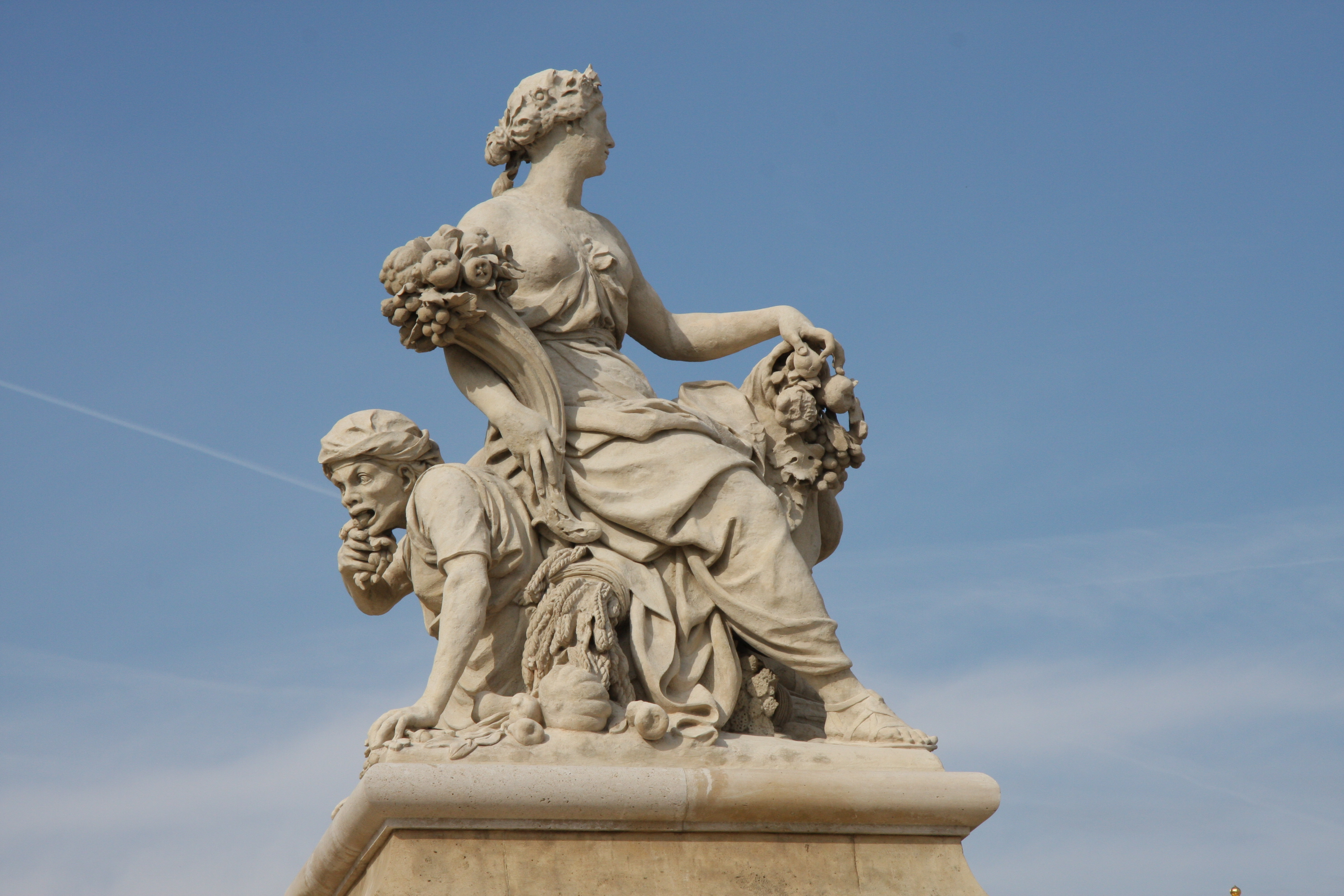
L'Abondance, par Coysevox au château de Versailles, 1682.
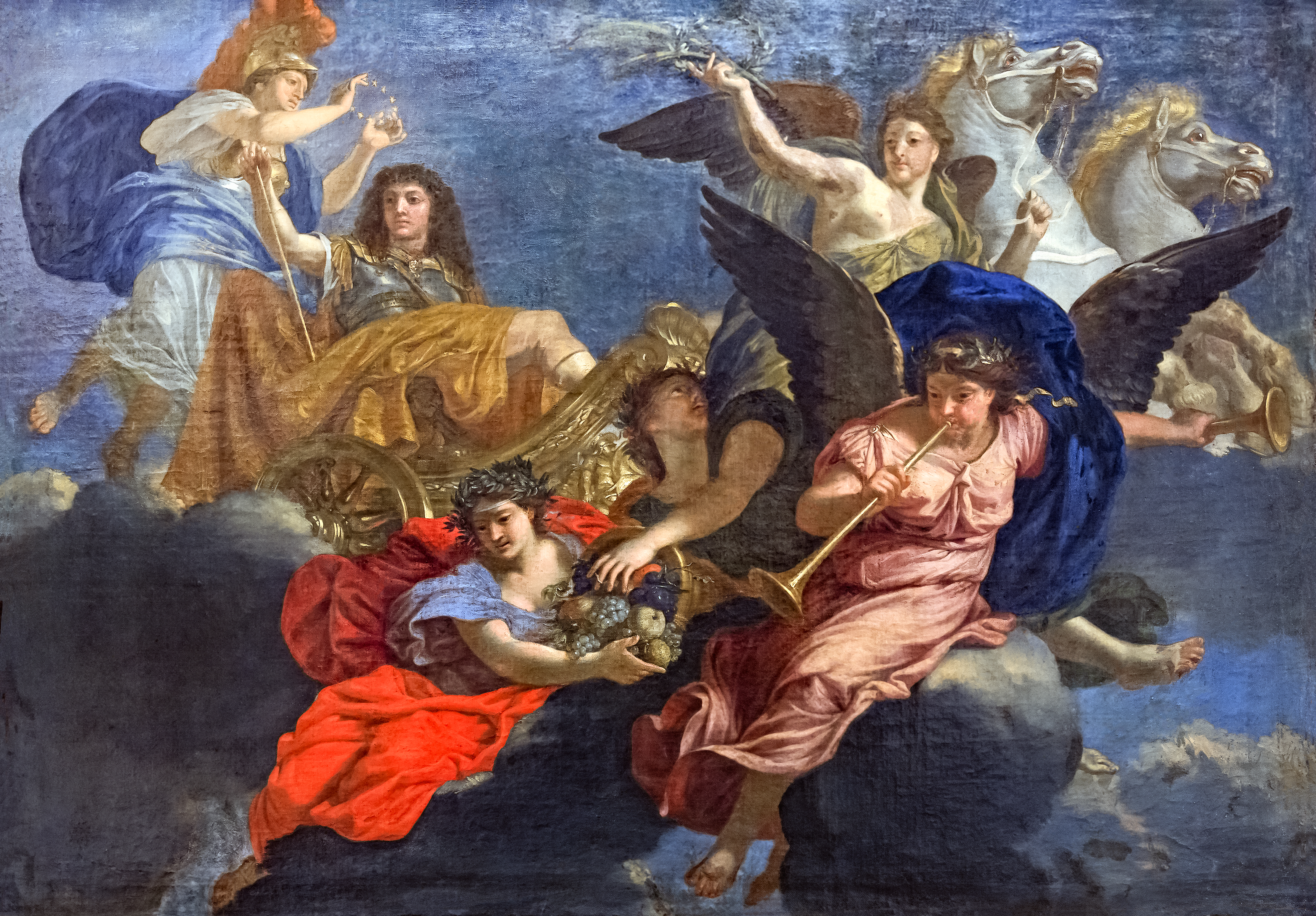
Allégorie à la gloire de Louis XIV, vers 1690
L’Offrande faite par Neptune à Venise, Giambattista Tiepolo, palais des Doges, vers 1740.
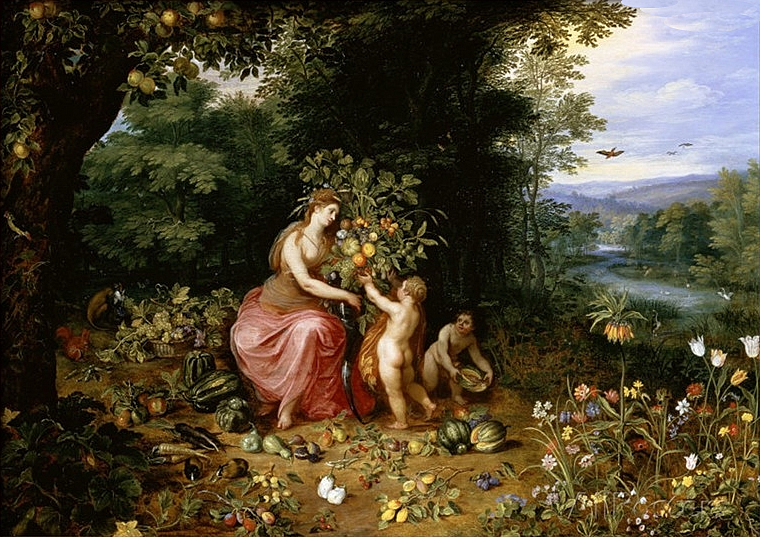
Allégorie de l'Abondance, Jan Brueghel le Jeune
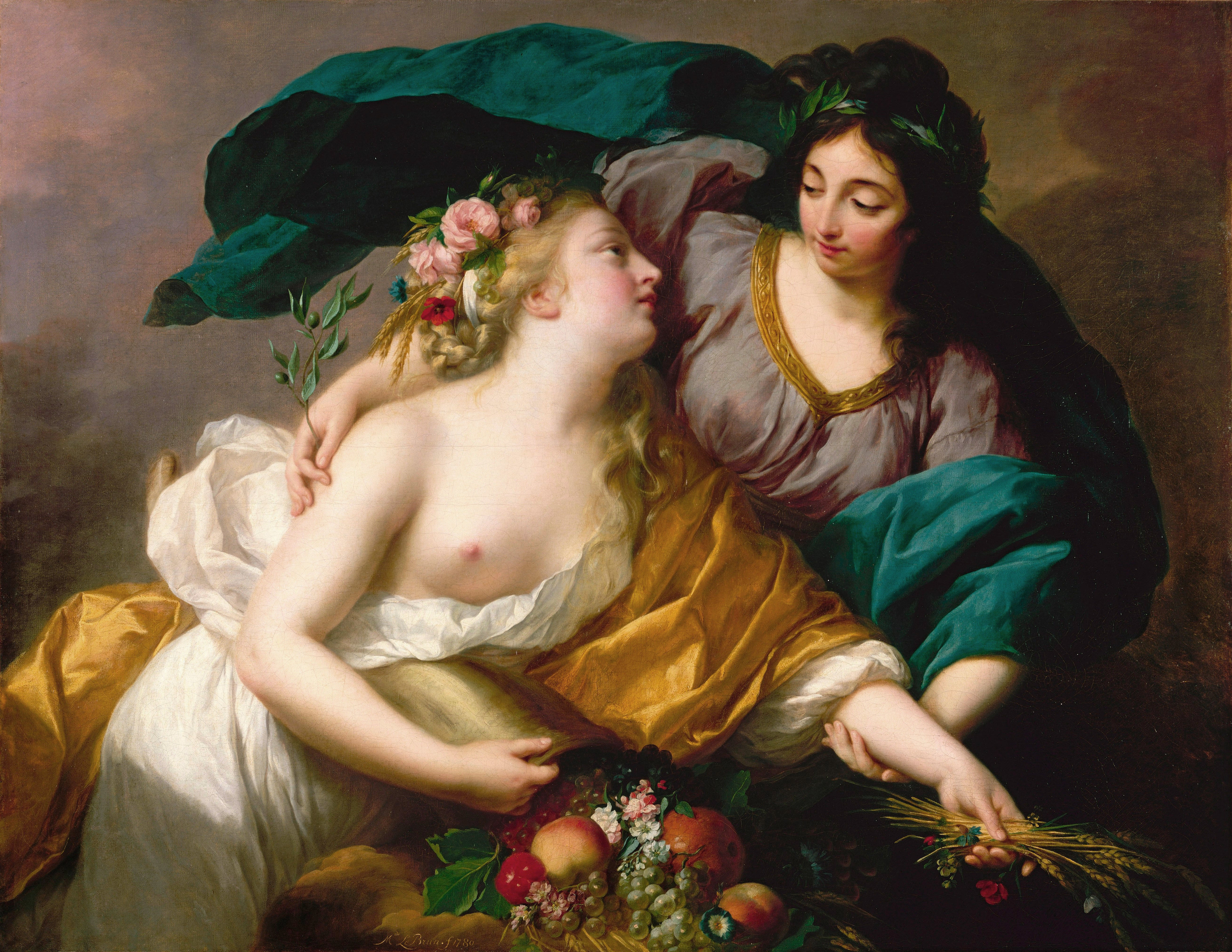
La paix ramenant l'abondance, par Élisabeth Vigée Le Brun, 1780.
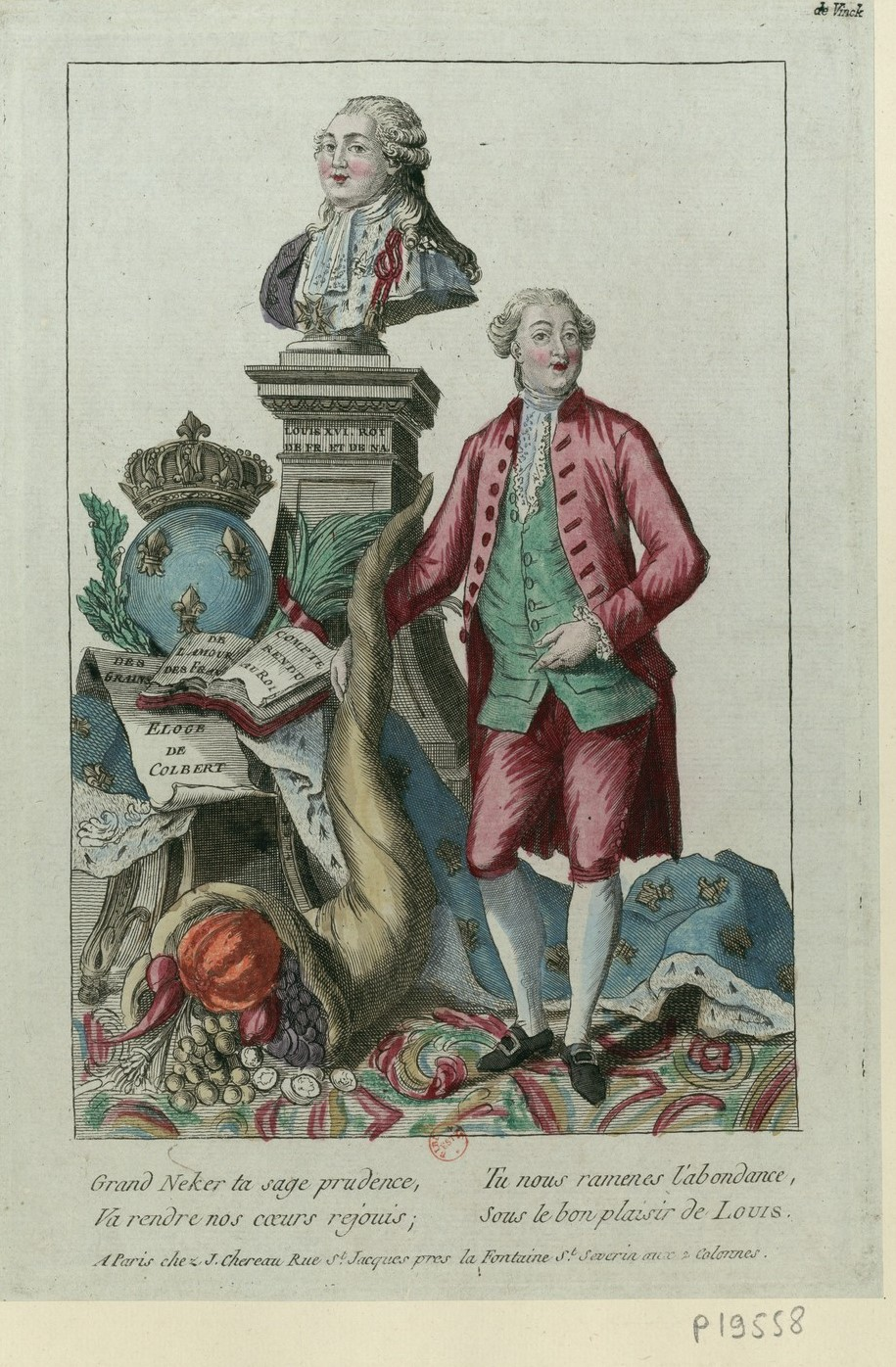
Jacques Necker tenant une corne d'abondance, 1781.
Blason de Joseph Bonaparte, roi de Naples.
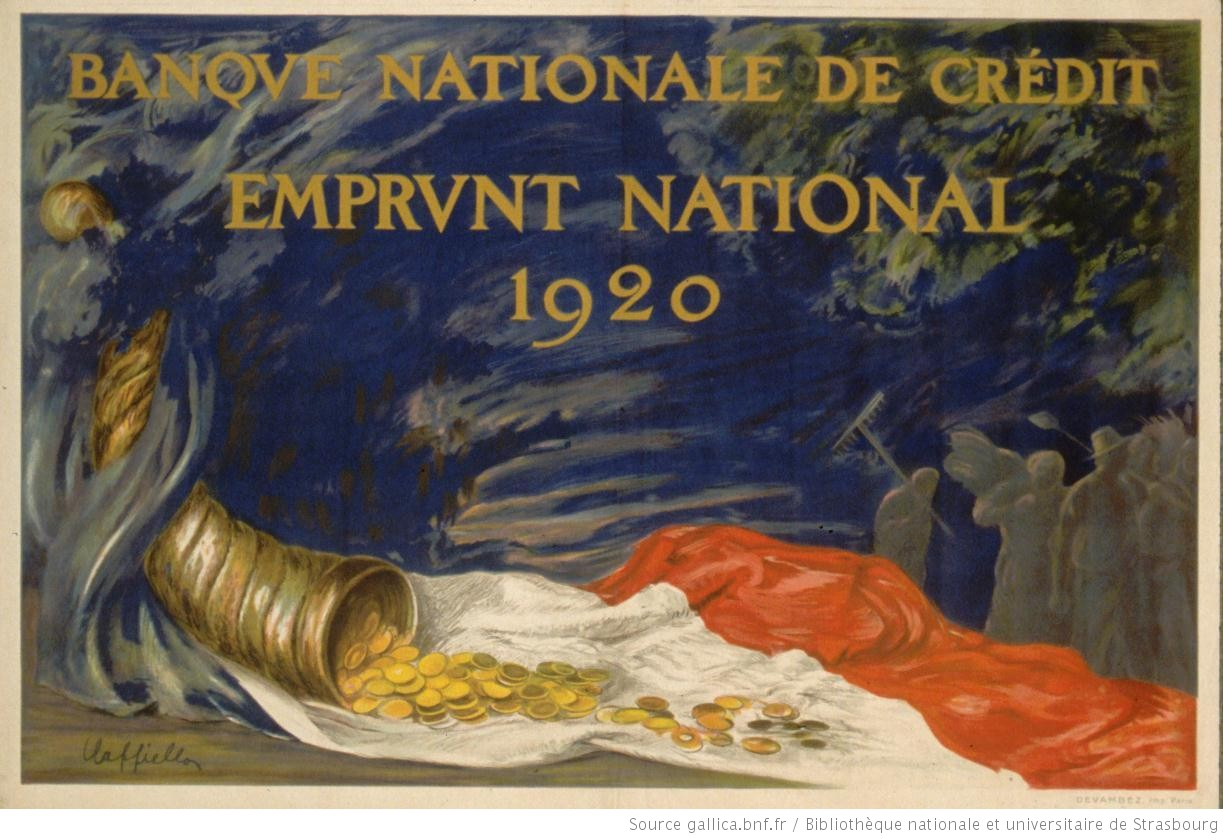
Affiche pour un emprunt national en 1920.
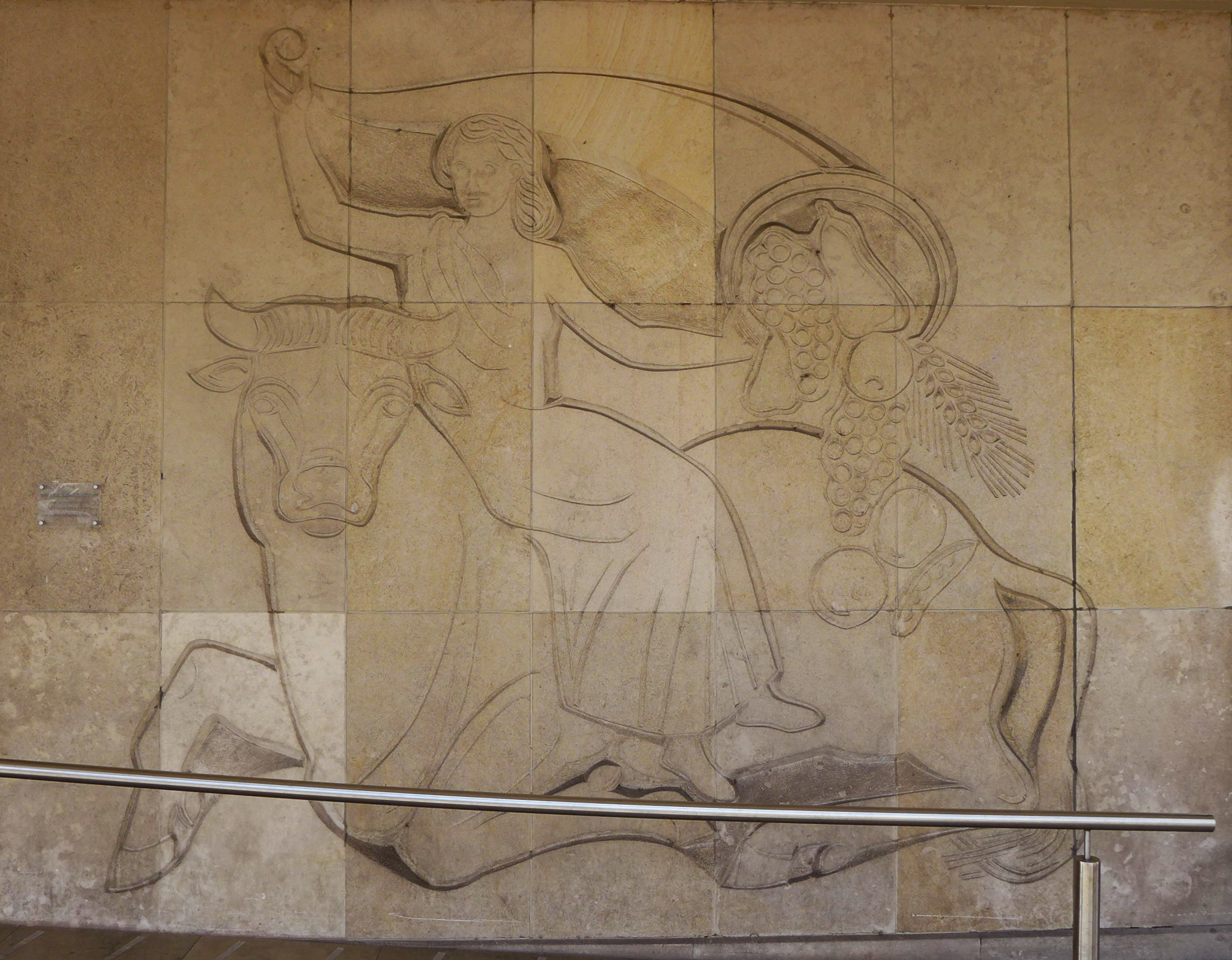
L'Europe, forçant le taureau sauvage à genoux et déversant la corne d'abondance avec les bénédictions de la prospérité, Sarrelouis, Hôtel de ville, Nikolaus Simon, 1953-1955
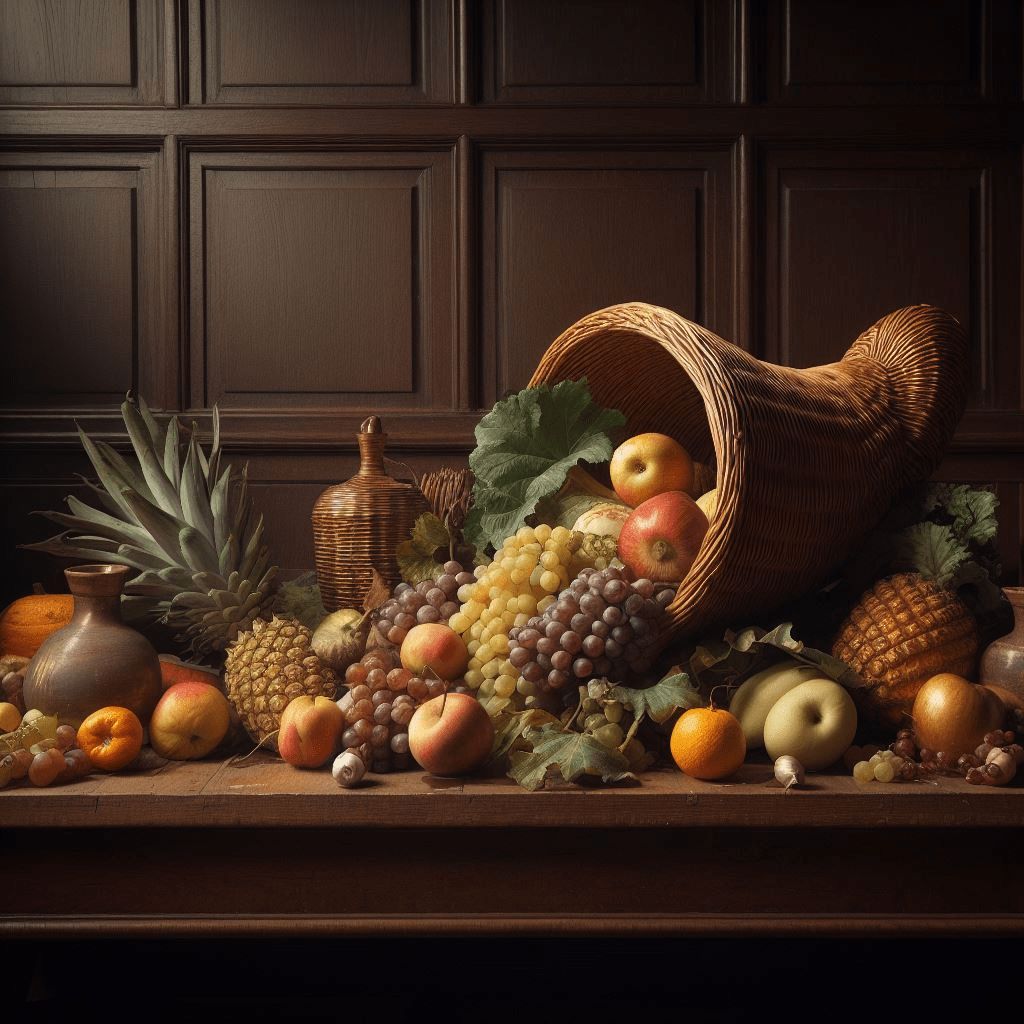
Représentation d'une corne d'abondance